# Lacus Luxuriae

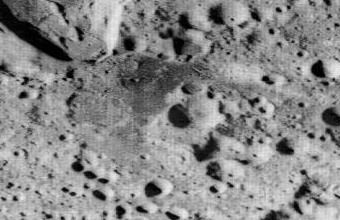
Imatge obliqua presa des de la Lunar Orbiter 2

El Lacus Luxuriae (en llatí, "Llac de la Luxúria") és una petita mar lunar. Està localitzada en les coordenades selenogrràfiques 19.0° Nord, 176.0° Est i el seu diàmetre envolupant és d'uns 50 km. El cràter Buys-Ballot, amb la seva particular forma de pera, se situa en el flanc nord del llac, que ocupa el centre de la Conca Freundlich-Sharonov.

## Denominació
El nom del llac va ser adoptat per la Unió Astronòmica Internacional en 1976.